# B&B Hotels
B&B Hotels es una cadena de hoteles, creada en 1990 en Brest, Francia, que gestiona establecimientos dichos « económicos » en Alemania, en Italia, en Polonia, en Portugal, en España, en República Checa, en Suiza y en Bélgica. Se implantará próximamente en Brasil.

## Historia
La cadena fue fundada en 1990, en Brest. En 2007, B&B absorbe su competidor « Village Hôtels ». Luego, se desarrolla primeramente en Francia, después abre hoteles en Alemania, en Italia (2010), en Polonia (2010), en Portugal, en España,  en República Checa, en Suiza (2018), en Bélgica (2018) y a Brasil. Dispone en 2018 además de 450 hoteles, esencialmente en Europa, cuyos 270 en Francia. Se posiciona sobre la hostelería económica, en competencia con canales tales que Ibis Budget, Première Classe o HotelF1,.

## Funcionamiento
El modelo está estandarizado: se ofrece desayuno tipo buffet, el Wifi es gratuito y el check-in y el check-out se puede hacer a distancia mediante su aplicación.
La cadena no es propietaria de los edificios, pero detiene los fondos de comercio.
|                         |
| B&B Hotels en Fráncfort |

|                        |
| B&B Hotels en Varsovia |

|                        |
| B&B Hotels en Mannheim |

## Accionariado
El accionista principal Eurazeo revende, en 2010, a los fondos de inversión estadounidense Carlyle. En 2015, los fondos de inversión francesa PAI partners adquiere a Carlyle Group esta cadena hotelera para 800 millones de euros aproximadamente.
El 20 de mayo de 2019, PAI partners anuncia estar entrado en negociaciones exclusivas con la división Merchant Banking de Goldman Sachs para la venta de la cadena B&B. La cesión, prevista para el segundo semestre 2019, está estimada a aproximadamente 2,2 millardos de dólares (2 millardos de euros).